# Iain De Caestecker
Iain De Caestecker (ur. 29 grudnia 1987 w Glasgow) – szkocki aktor. Zadebiutował jako dziecko w filmie krótkometrażowym Billy and Zorba w 1999 roku. W latach 2013–2020 grał Leo Fitza w serialu Agenci T.A.R.C.Z.Y.. Wystąpił między innymi w filmach: Shell (2012), In Fear (2013), Not Another Happy Ending (2013), Brud  (2013), Lost River (2014) i Operacja Overlord (2018).

## Życiorys
Iain De Caestecker urodził się 29 grudnia 1987 w Glasgow. Ma trójkę rodzeństwa – siostrę bliźniaczkę, Nicky oraz dwóch starszych braci, Gordona i Caluma. Jego rodzice są lekarzami. Uczęszczał do Hillhead Primary School, a później do Langside College, gdzie uczył się aktorstwa. 
De Caestecker zaczął uczęszczać na zajęcia z aktorstwa w wieku 8 lat. Jako dziecko zadebiutował w filmie krótkometrażowym Billy and Zorba, który został nagrodzony na Brooklyn Film Festival w 2000 roku. W 2000 roku zagrał w filmie Wampirek, a od 2001 do 2003 roku występował w operze mydlanej Coronation Street. 
W 2011 roku otrzymał tytułową rolę w filmie biograficznym Young James Herriot. W 2013 roku otrzymał główną rolę w serialu Agenci T.A.R.C.Z.Y., gdzie grał Leo Fitza do 2020 roku. W 2014 roku zagrał główną rolę w debiucie reżyserskim Ryana Goslinga, Lost River, a w 2018 roku w filmie Operacja Overlord, którego producentem był J.J. Abrams.

## Filmografia

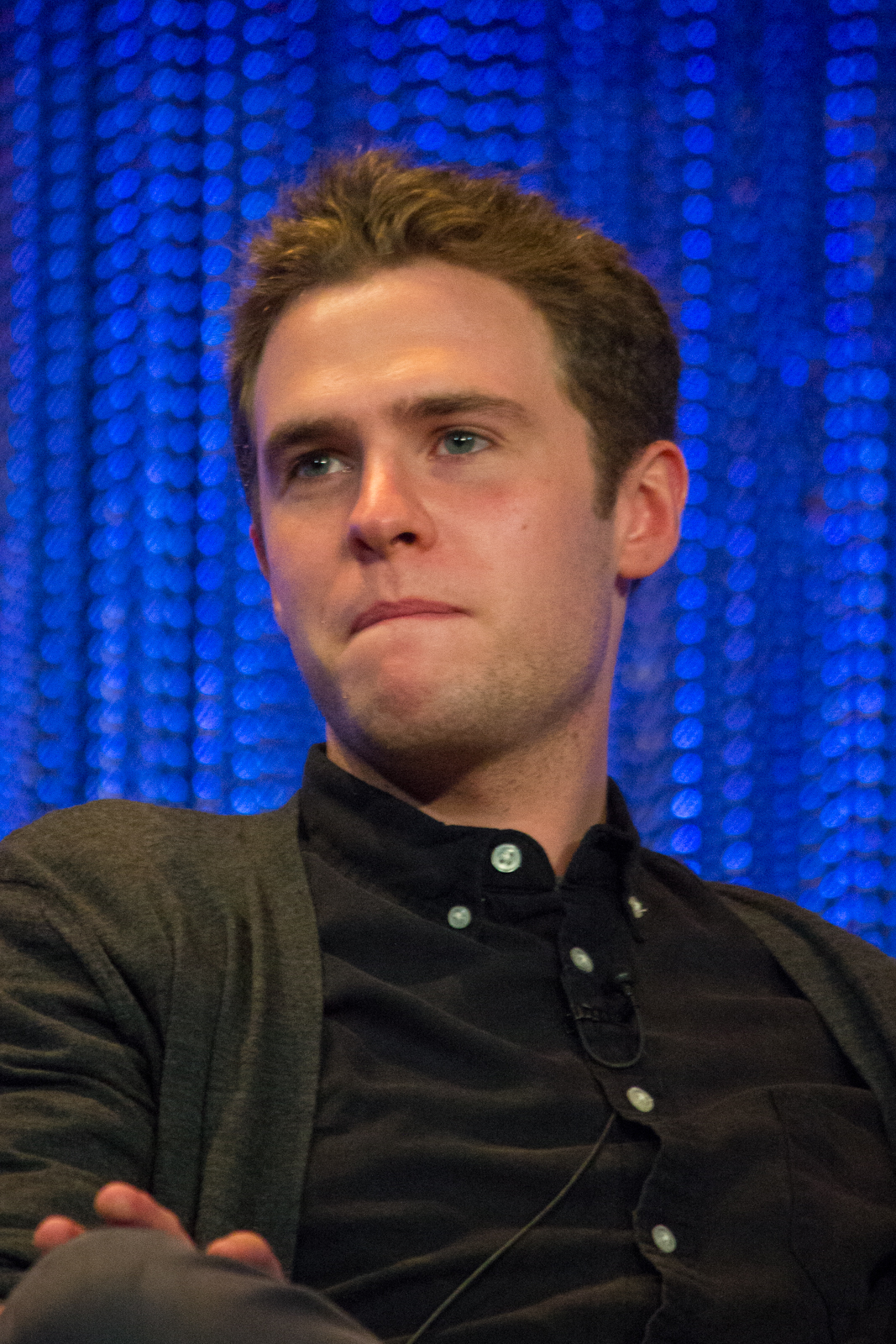
Iain De Caestecker w 2014 roku

| Rok       | Tytuł                          | Rola                    | Uwagi                  | Przypis |
| --------- | ------------------------------ | ----------------------- | ---------------------- | ------- |
| 1999      | Billy and Zorba                | Billy                   | Film krótkometrażowy   | [ 6 ]   |
| 2000      | Wampirek                       | Nigel                   |                        | [ 6 ]   |
| 2001–2003 | Coronation Street              | Adam Barlow             | Serial telewizyjny     | [ 7 ]   |
| 2001      | Pan na dolinie                 | Angus „Ricky” MacDonald | Serial telewizyjny     | [ 2 ]   |
| 2003      | 16 lat utopionych w alkoholu   | Frankie                 | Serial telewizyjny     | [ 6 ]   |
| 2003      | All Over Brazil                | Steven                  | Film krótkometrażowy   | [ 6 ]   |
| 2009      | River City                     | Stuart McGregor         | Serial telewizyjny     | [ 11 ]  |
| 2009      | Taggart                        | Davy Kincaid            | Serial telewizyjny     | [ 11 ]  |
| 2010      | Na językach                    | Darren                  | Serial telewizyjny     | [ 4 ]   |
| 2011      | The Fades                      | Paul Roberts            | Serial telewizyjny     | [ 6 ]   |
| 2011      | Young James Herriot            | James Herriot           | Serial telewizyjny     | [ 5 ]   |
| 2012      | The Secret of Crickley Hall    | Percy Judd              | Serial telewizyjny     | [ 6 ]   |
| 2012      | Gdzieś w niebie                | Tommy                   |                        | [ 1 ]   |
| 2012      | Shell                          | Adam                    |                        | [ 6 ]   |
| 2013      | In Fear                        | Tom                     |                        | [ 6 ]   |
| 2013      | Not Another Happy Ending       | Roddy                   |                        | [ 6 ]   |
| 2013      | Brud                           | Ocky                    |                        | [ 6 ]   |
| 2013–2020 | Agenci T.A.R.C.Z.Y.            | Leo Fitz                | Serial telewizyjny     | [ 8 ]   |
| 2014      | Lost River                     | Bones                   |                        | [ 6 ]   |
| 2016      | Mega Spider-Man                | Leo Fitz                | Serial animowany, głos | [ 12 ]  |
| 2016      | Agenci T.A.R.C.Z.Y.: Slingshot | Leo Fitz                | Serial interetowy      | [ 13 ]  |
| 2018      | Operacja Overlord              | Morton Chase            |                        | [ 6 ]   |
| 2020      | Us                             | Douglas                 | Serial telewizyjny     | [ 1 ]   |
| 2020      | Na poboczu                     | Duncan Nock             | Serial telewizyjny     | [ 1 ]   |
| 2022      | The Control Room               | Gabe                    | Serial telewizyjny     | [ 14 ]  |

## Nominacje
| Rok  | Nagroda               | Kategoria                               | Produkcja                | Reazultat | Przypis |
| ---- | --------------------- | --------------------------------------- | ------------------------ | --------- | ------- |
| 2012 | BAFTA Scotland Awards | Najlepszy telewizyjny aktor lub aktorka | Young James Herriot      | Nominacja | [ 15 ]  |
| 2013 | BAFTA Scotland Awards | Najlepszy filmowy aktor lub aktorka     | Not Another Happy Ending | Nominacja | [ 16 ]  |